# Викстен, Стив
Сти́вен «Стив» Ви́кстен (англ. Stephen «Steve» Viksten; 19 июля 1960, Вентура — 23 июня 2014, Розвилл) — американский актёр озвучивания и сценарист. Более известен по работе над мультсериалами «Эй, Арнольд!», «Ох уж эти детки!», «Переменка», «Дакмен» и «Симпсоны», а также по озвучиванию Оскара Кокошки в мультсериале «Эй, Арнольд!».

## Биография
Стив Викстен родился 19 июля 1960 года в городе Вентура, штат Калифорния. Его отец — вице-президент компании «Sears». В течение подростковых лет, его семья переехала в город Аркейдия, штат Калифорния, где Викстен становиться редактором газеты средней школы «Аркейдия Хай Скул». После окончания средней школы в 1978 году, Викстен обучался в нескольких университетах, включая Миссурийский университет, Калифорнийский университет в Лос-Анджелесе и Калифорнийский университет в Фуллертоне, хоть он не получил степень бакалавра.

### Смерть
Викстен скончался на 53-м году жизни 23 июня 2014 года от внутричерепного кровоизлияния.
Полнометражный мультфильм «Эй, Арнольд! Кино из джунглей», вышедший спустя 3 года, был посвящён его памяти.

## Фильмография

### Сценарист, разработчик, продюсер
| Год       |    | Русское название  | Оригинальное название  | Примечание                                                    |
| --------- | -- | ----------------- | ---------------------- | ------------------------------------------------------------- |
| 1991—1994 | мс | Ох уж эти детки!  | Rugrats                | сценарист                                                     |
| 1994      | мс | Дакмен            | Duckman                | сценарист                                                     |
| 1996—2003 | мс | Эй, Арнольд!      | Hey Arnold!            | сценарист, разработчик, сопродюсер, соисполнительный продюсер |
| 1999      | мс | Переменка         | Recess                 | сценарист                                                     |
| 2002      | мф | Арнольд!          | Hey Arnold!: The Movie | сценарист, соисполнительный продюсер                          |
| 2005      | мс | Герои Хигглитауна | Higglytown Heroes      | сценарист                                                     |
| 2011      | мс | Симпсоны          | The Simpsons           | сценарист                                                     |

### Актёр
| Год       |    | Русское название | Оригинальное название  | Роль          |
| --------- | -- | ---------------- | ---------------------- | ------------- |
| 1996—2003 | мс | Эй, Арнольд!     | Hey Arnold!            | Оскар Кокошка |
| 2002      | мф | Арнольд!         | Hey Arnold!: The Movie | Оскар Кокошка |